# Ливингстон, Тераза
Тера́за Лин Ли́вингстон (англ. Terasa Lyn Livingstone; 9 апреля 1975, Квинсленд, Австралия) — австралийская актриса и телеведущая.

## Биография и карьера
Тераза Линн Ливингстон родилась 9 апреля 1975 года в штате Квинсленд, Австралия.
Она начала свою карьеру в качестве репортёра «Мультфильма Агро» на Seven Network, в конечном счёте став соведущей Энн-Мари Биггар в 1995 году. Она также была репортёром «The Great Outdoors» на Seven. В конце 1990-х годов она переехала в Соединённые Штаты, сыграла несколько второстепенных ролей, в том числе в фильме «Циркадный ритм» 2005 года и в финале первого сезона «Остаться в живых». Она также позировала для мужских журналов FHM, Inside Sport, а в 1998 году появилась обнажённой в арт-журнале Black + White вместе со своим бывшим женихом Джейми Дьюри.
В 2006 году она вела австралийский песенный конкурс попечителей знаменитостей «It Take Two» с Грантом Деньером.
С 11 января 2014 года Ливингстон замужем за актёром Уилом Трэвэлом.

## Избранная фильмография
| Год  |   | Русское название                    | Оригинальное название | Роль                       |
| ---- | - | ----------------------------------- | --------------------- | -------------------------- |
| 2005 | с | Остаться в живых                    | Lost                  | Лили                       |
| 2007 | с | C.S.I.: Место преступления Нью-Йорк | CSI: NY               | Менеджер телефонной службы |
| 2008 | ф | Двадцать одно                       | 21                    | Девушка русского           |
| 2009 | с | Красавцы                            | Entourage             | Стюардесса                 |
| 2011 | с | Всю ночь напролёт                   | Up All Night          | Клиентка №2                |